# اوین اسن
اوین اسن (انگلیسی: Evin Esen; ۱۱ مهٔ ۱۹۴۹ – ۱۸ ژانویهٔ ۲۰۱۲) بازیگر اهل ترکیه بود. وی بین سال‌های ۱۹۸۷ تا ۲۰۱۲ میلادی فعالیت می‌کرد.